# Esperanza (Agusan del Sur)
Esperanza is een gemeente in de Filipijnse provincie Agusan del Sur op het eiland Mindanao. Bij de laatste census in 2007 had de gemeente bijna 48 duizend inwoners.

## Geografie

### Bestuurlijke indeling
Esperanza is onderverdeeld in de volgende 47 barangays:
| - Agsabu - Aguinaldo - Anolingan - Bakingking - Balubo - Bentahon - Bunaguit - Catmonon - Cebulan - Concordia - Crossing Luna - Cubo - Dakutan - Duangan - Guadalupe - Guibonon | - Hawilian - Kalabuan - Kinamaybay - Labao - Langag - Maasin - Mac-Arthur - Mahagcot - Maliwanag - Milagros - Nato - New Gingoog - Odiong - Oro - Piglawigan - Poblacion | - Remedios - Salug - San Isidro - San Jose - San Toribio - San Vicente - Santa Fe - Segunda - Sinakungan - Tagabase - Taganahaw - Tagbalili - Tahina - Tandang Sora - Valentina |

## Demografie
Esperanza had bij de census van 2007 een inwoneraantal van 47.659 mensen. Dit zijn 3.508 mensen (7,9%) meer dan bij de vorige census van 2000. De gemiddelde jaarlijkse groei komt daarmee uit op 1,06%, hetgeen lager is dan het landelijk jaarlijks gemiddelde over deze periode (2,04%). Vergeleken met de census van 1995 is het aantal mensen met 5.541 (13,2%) toegenomen.

De bevolkingsdichtheid van Esperanza was ten tijde van de laatste census, met 47.659 inwoners op 1355,48 km², 35,2 mensen per km².